# フローラ・ハリス
フローラ・リディア・ベスト・ハリス（英: Flora Lydia Best Harris、1850年3月14日 - 1909年9月7日）は、アメリカ合衆国のメソジスト派の宣教師、詩人。明治期の日本での伝道において、女子教育機関の必要性を訴え、北海道函館市の遺愛学院（遺愛女子中学校・高等学校）設立の基礎を築き上げた。夫は同じく宣教師のメリマン・ハリス。

## 経歴

### 誕生 - 結婚、日本へ
ペンシルベニア州ミードビルで誕生した。祖父の代より熱心なキリスト教徒の家庭であり、嬰児の頃に受洗した。幼少時より文学を愛し、特にヘンリー・ワズワース・ロングフェローの詩を愛好した。
アービング女子大学とアレゲニー大学の卒業を経て、1873年10月にメリマン・ハリスと結婚。ハリスが宣教師として日本派遣を任命され、夫妻共に宣教師として日本へ発った。

### 北海道での活動
1874年（明治7年）、夫妻は函館に赴任した。当時の函館は、禁教令（キリスト教禁止令）廃止直後であり、宣教師にとって安全な地とは言い難かった。国外から函館を訪れた者には、家の扉を固く閉ざして日本人を拒む者もいた。しかしフローラは夫メルマンと共に、快く日本人を家へ迎え入れた。友人となったドイツの船長から、護身用にピストルを渡されたが、「私たちが日本に来たのは護身のためではなく、愛を伝えるため」といって、そのピストルを海に沈めたという逸話もあった。
ハリスの伝道の一方で、フローラは婦人会を作り、西洋の日常生活を函館に伝えた。同1874年には女子教育のために、私塾「日日学校」を民家に設立した。
やがてフローラは、当時の函館に女子教育の仕組みが無いことを憂慮して、1878年に婦人外国伝道協会機関紙「ウーマンズ・フレンド」に「日本女子教育振興論」を著し、大きな反響を呼んだ。フローラはこの記事で、函館での女学校設立の必要を説いており、これに共感したアメリカ公使夫人のカロライン・ライトの献金により、遺愛女学校の創設のきっかけとなった。
函館において女子教育が開始された後、1880年に「日本女子職業論」を寄稿して、青山女子手芸学校の設立に尽力した。1882年、遺愛女学校の前身となるカロライン・ライト・メモリアル・スクールを函館元町に設立した。
文学にも精通しており、詩や文章も多く残した。1954年版の『讃美歌』343番もフローラの作詞である。文学の古典も愛好しており、1881年に『土佐日記』を英訳、和歌も作るほどであった。
札幌バンドの佐藤昌介、内村鑑三、新渡戸稲造たちの尊敬も集めた、特に内村鑑三とは親交があり、内村は自身の「僕が心底より尊敬するところの三恩人」の1人にフローラを挙げた。

### 晩年 - 没後

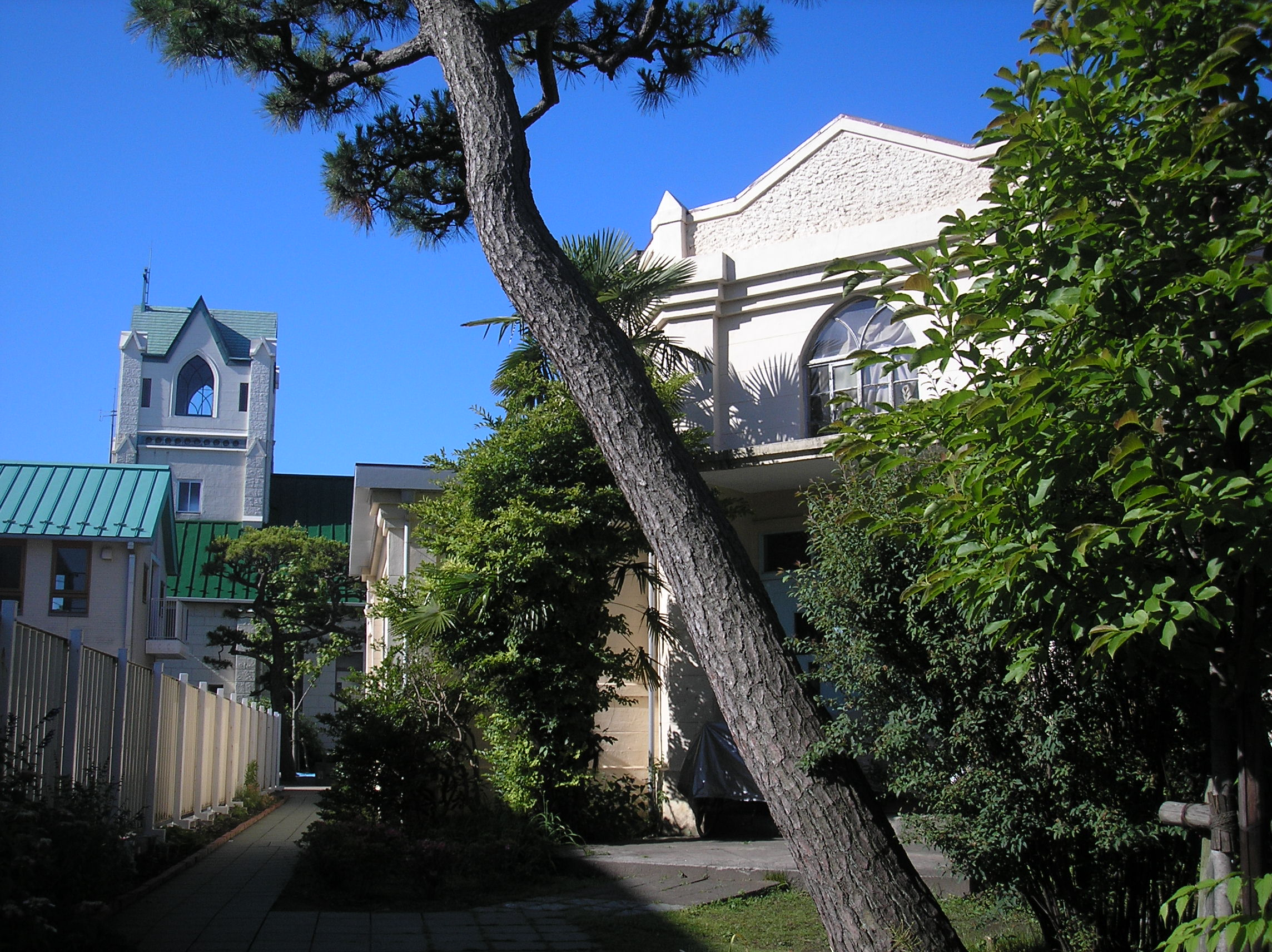
ハリス記念鎌倉幼稚園

1883年に病気による帰国を経て、1905年（明治38年）にも日本にわたり、青山学院校内に住んだ。1909年（明治42年）9月7日に青山学院宣教師館で、脳脊髄炎により死去した。最期のときには「函館に行かねば!」と叫んだと伝えられる。同月に青山学院大講堂で葬儀が行われ、多くの弔問客が訪れた。死に先駆けて1907年（明治40年）、従三位に叙せられた。墓碑は生後10か月で早世した唯一の愛子と夫メリマンと共に、青山霊園の外人墓地にある。
そのわずか後の同1909年11月3日、フローラの勧めと献金が契機となり、神奈川県鎌倉にハリス記念鎌倉幼稚園が設立された。これは鎌倉市の「鎌倉の景観重要建築物等」の指定第6号として認定されている。
没後の2004年（平成16年）、フローラの「日日学校」設立から130年を記念した「創基130周年記念式典」が、函館の遺愛学院で行われた。遺愛学院はそれまで、開校時の1882年（明治15年）が起点とされて創立記念式典が開催されていたが、同2004年からは開校の原点に戻る意味を込め、フローラの私塾開設が創立年に定められた。

## 著作
- 『フローラ・ベスト・ハリス夫人詩集』新谷武四郎訳、1971年7月。 NCID BA42885440。